# Satelight
Satelight Inc. (株式会社サテライト Kabushiki-gaisha Sateraito?) es un estudio de animación japonés que sirve como una división de Pachinko, operador de Sankyo Group. Aparte de varios proyectos aislados, el estudio también es conocido por producir las franquicias AKB0048, Aquarion, Symphogear y posteriores entregas de la saga Macross.

## Historia
El estudio fue fundado en diciembre de 1995, en Sapporo, Hokkaido, siendo su primer proyecto Bit the Cupid, la primera serie de televisión totalmente animada digitalmente en el mundo. El nombre Satelight consiste en 'S' de 'Sapporo', 'A' para 'animación', 'T' para la 'tecnología y 'E' para 'entretenimiento'. El presidente de la compañía es Michiaki Satō, además; el conocido director y creador de anime Shōji Kawamori es un director ejecutivo en la compañía.
En 1996, el próximo proyecto del estudio estaba produciendo la animación CG por el Group TAC, Īhatōbu Genso: Kenji no Haru. Pronto se estableció un estudio de producción en 1998 en Suginami, Tokio. El estudio pronto produjo su primera serie de televisión, Earth Girl Arjuna de Shoji Kawamori en 2001. En 2006, el estudio cambió su sede de Sapporo a Tokio.

## Producciones

### Anime

#### Series de televisión
| Año  | Título                                                                     | Director(es)                                   | Fecha de primera transmisión | Fecha de última transmisión | Eps. | Notas | Refs.                |
| ---- | -------------------------------------------------------------------------- | ---------------------------------------------- | ---------------------------- | --------------------------- | ---- | --- | -------------------- |
| 2001 | Chikyū Shōjo Arjuna                                                        | Shōji Kawamori                                 | 9 de enero de 2001           | 20 de marzo de 2001         | 13   | Historia original.                                                                                           |                      |
| 2001 | Geneshaft                                                                  | Kazuki Akane                                   | 15 de abril de 2001          | 28 de junio de 2001         | 13   | Historia original. Coproducción junto a Studio Gazelle.                                                      |                      |
| 2002 | Heat Guy J                                                                 | Kazuki Akane                                   | 1 de octubre de 2002         | 25 de marzo de 2003         | 26   | Historia original.                                                                                           | [ 2 ]                |
| 2005 | Sousei no Aquarion                                                         | Shōji Kawamori                                 | 4 de abril del 2005          | 26 de septiembre de 2005    | 26   | Historia original.                                                                                           |                      |
| 2005 | Noein: Mō Hitori no Kimi e                                                 | Kazuki Akane Kenji Yasuda                      | 12 de octubre de 2005        | 29 de marzo de 2006         | 24   | Historia original.                                                                                           |                      |
| 2006 | Glass Fleet                                                                | Minoru Ōhara                                   | 4 de abril de 2006           | 21 de septiembre de 2006    | 26   | Historia original. Coproducción junto a Gonzo.                                                               |                      |
| 2006 | Koisuru Tenshi Angelique: Kokoro no Mezameru Toki                          | Susumu Kudo                                    | 8 de julio de 2006           | 30 de septiembre de 2006    | 13   | Adaptación del videojuego desarrollado por Ruby Party.                                                       |                      |
| 2006 | Galaxy Angel Rune                                                          | Morio Asaka Yoshimitsu Ohashi                  | 1 de octubre de 2006         | 24 de diciembre de 2006     | 13   | Secuela de Galaxy Angel.                                                                                     |                      |
| 2007 | Koisuru Tenshi Angelique: Kagayaki no Ashita                               | Susumu Kudo                                    | 5 de enero de 2007           | 23 de marzo de 2007         | 12   | Secuela de Koisuru Tenshi Angelique: Kokoro no Mezameru Toki.                                                |                      |
| 2007 | Kiss Dum: Engage Planet                                                    | Yasuchika Nagaoka Hidekazu Satō Hiroyuki Kanbe | 3 de abril de 2007           | 25 de septiembre de 2007    | 24   | Historia original.                                                                                           | [ 3 ]                |
| 2007 | Kamichama Karin                                                            | Takashi Anno                                   | 6 de abril de 2007           | 29 de septiembre de 2007    | 25   | Adaptación del manga escrito e ilustrado por Koge-Donbo.                                                     |                      |
| 2007 | Shugo Chara!                                                               | Kenji Yasuda                                   | 6 de octubre de 2007         | 27 de septiembre de 2008    | 51   | Adaptación del manga escrito e ilustrado por PEACH-PIT.                                                      |                      |
| 2008 | Macross Frontier                                                           | Yasuhito Kikuchi Shōji Kawamori                | 4 de abril de 2008           | 26 de septiembre de 2008    | 25   | Secuela de Macross Dynamite 7.                                                                               |                      |
| 2008 | Hokuto no Ken: Raoh Gaiden Ten no Haoh                                     | Masashi Abe                                    | 3 de octubre de 2008         | 26 de diciembre de 2008     | 13   | Adaptación del manga escrito e ilustrado por Yu-Ko Osada.                                                    |                      |
| 2008 | Shugo Chara! Doki                                                          | Kenji Yasuda                                   | 4 de octubre de 2008         | 26 de septiembre de 2009    | 51   | Secuela de Shugo Chara!.                                                                                     |                      |
| 2009 | Basquash!                                                                  | Shin Itagaki Shōji Kawamori                    | 3 de abril de 2009           | 5 de febrero de 2010        | 26   | Historia original.                                                                                           |                      |
| 2009 | Guin Saga                                                                  | Atsushi Wakabayashi                            | 5 de abril de 2009           | 27 de septiembre de 2009    | 26   | Adaptación de las novelas ligeras escritas por Kaoru Kurimoto.                                               |                      |
| 2009 | Shugo Chara! Party!                                                        | Kenji Yasuda                                   | 3 de octubre de 2009         | 26 de marzo de 2010         | 25   | Secuela de Shugo Chara! Doki.                                                                                |                      |
| 2009 | Anyamal Tantei Kiruminzoo                                                  | Souichi Masui                                  | 5 de octubre de 2009         | 20 de septiembre de 2010    | 50   | Historia original. Coproducción junto a Hal Film Maker y JM Animation.                                       |                      |
| 2009 | Fairy Tail                                                                 | Shinji Ishihira                                | 12 de octubre de 2009        | 30 de marzo de 2013         | 175  | Adaptación del manga escrito e ilustrado por Hiro Mashima. Coproducción junto a A-1 Pictures.                |                      |
| 2009 | Kiddy GiRL-AND                                                             | Keiji Gotoh                                    | 15 de octubre de 2009        | 25 de marzo de 2010         | 24   | Secuela de Kiddy Grade.                                                                                      |                      |
| 2011 | Ikoku Meiro no Croisée The Animation                                       | Kenji Yasuda                                   | 4 de julio de 2011           | 19 de septiembre de 2011    | 12   | Adaptación del manga escrito e ilustrado por Takeda Hinata.                                                  |                      |
| 2012 | Senki Zesshō Symphogear                                                    | Tatsufumi Itō                                  | 6 de enero de 2012           | 30 de marzo de 2012         | 13   | Historia original. Coproducción junto a Encourage Films.                                                     |                      |
| 2012 | Mōretsu Uchū Kaizoku                                                       | Tatsuo Satō                                    | 8 de enero de 2012           | 30 de junio de 2012         | 26   | Adaptación de las novelas ligeras escritas por Yuichi Sasamoto e ilustradas por Noriyuki Matsumoto.          |                      |
| 2012 | Aquarion Evol                                                              | Shōji Kawamori Yusuke Yamamoto                 | 8 de enero de 2012           | 24 de junio de 2012         | 26   | Historia original. Coproducción junto a 8-Bit.                                                               |                      |
| 2012 | AKB0048                                                                    | Shōji Kawamori Yoshimasa Hiraike               | 29 de abril de 2012          | 22 de julio de 2012         | 13   | Historia original.                                                                                           |                      |
| 2012 | Muv-Luv Alternative: Total Eclipse                                         | Takayuki Inagaki Masaomi Ando                  | 2 de julio de 2012           | 23 de diciembre de 2012     | 24   | Adaptación del videojuego desarrollado por âge. Coproducción junot a ixtl.                                   |                      |
| 2013 | AKB0048: Next Stage                                                        | Shōji Kawamori Yoshimasa Hiraike               | 5 de enero de 2013           | 30 de marzo de 2013         | 13   | Secuela de AKB0048.                                                                                          |                      |
| 2013 | Arata Kangatari                                                            | Kenji Yasuda Woo Hyun Park                     | 8 de abril de 2013           | 8 de abril de 2013          | 12   | Adaptación del manga escrito e ilustrado por Yū Watase.                                                      | [ 4 ]                |
| 2013 | Senki Zesshō Symphogear G                                                  | Katsumi Ono                                    | 4 de julio de 2013           | 26 de septiembre de 2013    | 13   | Secuela de Senki Zesshō Symphogear.                                                                          |                      |
| 2013 | Log Horizon                                                                | Shinji Ishihira                                | 5 de octubre de 2013         | 22 de marzo de 2014         | 25   | Adaptación de las novelas ligeras escritas por Mamare Touno e ilustradas por Kazuhiro Hara.                  |                      |
| 2013 | White Album 2                                                              | Masaomi Andō                                   | 5 de octubre de 2013         | 28 de diciembre de 2013     | 13   | Adaptación del videojuego desarrollado por Leaf.                                                             | [ 5 ]                |
| 2014 | Nobunaga the Fool                                                          | Eiichi Sato                                    | 5 de enero de 2014           | 22 de junio de 2014         | 24   | Parte de franquicia la The Fool creada por Shōji Kawamori.                                                   | [ 6 ]                |
| 2014 | M3: Sono Kuroki Hagane                                                     | Junichi Sato                                   | 21 de abril de 2014          | 1 de octubre de 2014        | 24   | Historia original. Coproducción junto a C2C.                                                                 | [ 7 ]                |
| 2014 | Madan no Ō to Vanadis                                                      | Tatsuo Satō                                    | 4 de octubre de 2014         | 27 de diciembre de 2014     | 13   | Adaptación de las novelas ligeras escritas por Tsukasa Kawaguchi e ilustradas por Yoshi☆o y Hinata Katagiri. | [ 8 ]                |
| 2015 | Nagato Yuki-chan no Shōshitsu                                              | Jun'ichi Wada                                  | 3 de abril de 2015           | 17 de julio de 2015         | 16   | Adaptación del manga escrito e ilustrado por Puyo.                                                           | [ 9 ] [ 10 ]         |
| 2015 | Aquarion Logos                                                             | Hidezaku Sato                                  | 2 de julio de 2015           | 24 de diciembre de 2015     | 26   | Tercera adaptación de la franquicia de Aquarion. Coproducción junto a C2C.                                   | [ 11 ]               |
| 2015 | Senki Zesshō Symphogear GX                                                 | Katsumi Ono                                    | 3 de julio de 2015           | 3 de julio de 2015          | 13   | Secuela de Senki Zesshō Symphogear G.                                                                        |                      |
| 2016 | Ragnastrike Angels                                                         | Junichi Wada                                   | 3 de abril del 2016          | 3 de abril del 2016         | 12   | Adaptación del videojuego desarrollado por Dingo Inc.                                                        | [ 12 ]               |
| 2016 | Macross Δ                                                                  | Shōji Kawamori Kenji Yasuda                    | 3 de abril de 2016           | 25 de septiembre de 2016    | 26   | Secuela de Macross Frontier.                                                                                 | [ 13 ] [ 14 ]        |
| 2016 | Scared Rider Xechs                                                         | Hideto Komori                                  | 5 de julio de 2016           | 20 de septiembre de 2016    | 12   | Adaptación del videojuego desarrollado por Rejet.                                                            | [ 15 ]               |
| 2016 | Nanbaka                                                                    | Shinji Takamatsu                               | 5 de octubre de 2016         | 28 de diciembre de 2016     | 13   | Adaptación del manga escrito e ilustrado por Shō Futamata.                                                   | [ 16 ]               |
| 2017 | Shūmatsu Nani Shitemasu ka? Isogashii Desu ka? Sukutte Moratte Ii Desu ka? | Jun'ichi Wada                                  | 11 de abril de 2017          | 27 de junio de 2017         | 12   | Adaptación de las novelas ligeras escritas por Akira Kareno e ilustradas por Ue. Coproducción junto a C2C.   | [ 17 ]               |
| 2017 | Senki Zesshō Symphogear AXZ                                                | Katsumi Ono                                    | 1 de julio de 2017           | 30 de septiembre de 2017    | 13   | Secuela de Senki Zesshō Symphogear GX.                                                                       |                      |
| 2018 | Hakata Tonkotsu Ramens                                                     | Kenji Yasuda                                   | 12 de enero de 2018          | 30 de marzo de 2018         | 12   | Adaptación de las novelas ligeras escritas por Chiaki Kisaki e ilustradas por Hako Ichiiro.                  | [ 18 ]               |
| 2018 | Juushinki Pandora                                                          | Hidezaku Sato                                  | 29 de marzo de 2018          | 20 de septiembre de 2018    | 26   | Historia original.                                                                                           |                      |
| 2018 | Caligula                                                                   | Jun'ichi Wada                                  | 8 de abril de 2018           | 24 de junio de 2018         | 12   | Adaptación del videojuego desarrollado por Aquria.                                                           | [ 19 ]               |
| 2019 | Girly Air Force                                                            | Katsumi Ono                                    | 10 de enero de 2019          | 28 de marzo de 2019         | 12   | Adaptación de las novelas ligeras escritas por Kōji Natsumi e ilustradas por Asagi Tōsaka.                   | [ 20 ]               |
| 2019 | Senki Zesshō Symphogear XV                                                 | Katsumi Ono                                    | 6 de julio de 2019           | 28 de septiembre de 2019    | 13   | Secuela de Senki Zesshō Symphogear AXZ.                                                                      |                      |
| 2020 | Somali to Mori no Kamisama                                                 | Kenji Yasuda                                   | 9 de enero de 2020           | 26 de marzo de 2020         | 12   | Adaptación del manga escrito e ilustrado por Yako Gureishi. Coproducción junto a HORNETS.                    | [ 21 ]               |
| 2021 | Sakugan                                                                    | Jun'ichi Wada                                  | 7 de octubre de 2021         | 23 de diciembre de 2021     | 12   | Historia original.                                                                                           | [ 22 ]               |
| 2022 | Kuro no Shōkanshi                                                          | Yoshimasa Hiraike                              | 9 de julio de 2022           | 24 de septiembre de 2022    | 12   | Adaptación de las novelas ligeras escritas por Doufu Mayoi e ilustradas por Kurogin.                         | [ 23 ] [ 24 ] [ 25 ] |
| 2023 | Rokudō no Onna-tachi                                                       | Keiya Saitō                                    | 8 de abril de 2023           | 24 de junio de 2023         | 12   | Adaptación del manga escrito e ilustrado por Yūji Nakamura.                                                  | [ 26 ]               |
| 2023 | Helck                                                                      | Tatsuo Satō                                    | 12 de julio de 2023          | 20 de diciembre de 2023     | 24   | Adaptación del manga escrito e ilustrado por Nanaki Nanao.                                                   | [ 27 ] [ 28 ]        |
| 2024 | 30-sai Dōtei da to Mahō Tsukai ni Nareru Rashii                            | Yoshiko Okuda                                  | 11 de enero de 2024          | 28 de marzo de 2024         | 12   | Adaptación del manga escrito e ilustrado por Yuu Toyota.                                                     | [ 29 ]               |
| 2024 | Tasūketsu                                                                  | Tatsuo Satō                                    | 3 de julio de 2024           | 25 de diciembre de 2024     | 24   | Adaptación del manga escrito e ilustrado por Taiga Miyakawa.                                                 | [ 30 ]               |
| 2024 | Yōkai Gakkō no Sensei Hajimemashita!                                       | Katsumi Ono                                    | 8 de octubre de 2024         | 25 de marzo de 2025         | 24   | Adaptación del manga escrito e ilustrado por Mai Tanaka.                                                     | [ 31 ] [ 32 ]        |
| 2025 | Sōsei no Aquarion: Myth of Emotions                                        | Kenji Itoso                                    | 10 de enero de 2025          | 28 de marzo de 2025         | 12   | Historia original.                                                                                           | [ 33 ] [ 34 ]        |
| 2025 | Übel Blatt                                                                 | Takashi Naoya                                  | 11 de enero de 2025          | 29 de marzo de 2025         | 12   | Adaptación del manga escrito e ilustrado por Etorōji Shiono. Coproducción junto a Staple Entertainment.      | [ 35 ] [ 36 ]        |
| 2025 | Sentai Red Isekai de Bōkensha ni Naru                                      | Keiichiro Kawaguchi                            | 12 de enero de 2025          | 30 de marzo de 2025         | 12   | Adaptación del manga escrito e ilustrado por Koyoshi Nakayosh.                                               | [ 37 ] [ 38 ] [ 39 ] |

#### Películas
| Año  | Título                                           | Director(es)    | Duración | Notas                                                                                         | Refs.  |
| ---- | ------------------------------------------------ | --------------- | -------- | --------------------------------------------------------------------------------------------- | ------ |
| 2007 | Aquarion Movie: Ippatsu Gyakuten-hen             | Shōji Kawamori  | 116m     | Historia original.                                                                            | [ 40 ] |
| 2009 | Macross Frontier Movie 1: Itsuwari no Utahime    | Shōji Kawamori  | 119m     | Historia original.                                                                            | [ 40 ] |
| 2011 | Macross Frontier Movie 2: Sayonara no Tsubasa    | Shōji Kawamori  | 114m     | Secuela de Macross Frontier Movie 1: Itsuwari no Utahime.                                     | [ 40 ] |
| 2012 | Fairy Tail Movie 1: Houou no Miko                | Masaya Fujimori | 86m      | Adaptación del manga escrito e ilustrado por Hiro Mashima. Coproducción junto a A-1 Pictures. | [ 40 ] |
| 2012 | Macross FB7: Ore no Uta wo Kike!                 | Tetsuro Amino   | 90m      | Historia original.                                                                            | [ 40 ] |
| 2014 | Mōretsu Uchū Kaizoku: Abyss of Hyperspace        | Tatsuo Satō     | 93m      | Secuela de Mōretsu Uchū Kaizoku.                                                              | [ 40 ] |
| 2018 | Macross Δ Movie: Gekijou no Walküre              | Shōji Kawamori  | 119m     | Historia original.                                                                            | [ 40 ] |
| 2019 | Ta ga Tame no Alchemist                          | Shōji Kawamori  | 117m     | Adaptación del videojuego desarrollado por Fuji & gumi Games.                                 | [ 40 ] |
| 2021 | Gekijou Tanpen Macross Frontier: Toki no Meikyuu | Shōji Kawamori  | 14m      | Historia original.                                                                            | [ 40 ] |
| 2021 | Macross Δ Movie 2: Zettai Live!!!                | Shōji Kawamori  | 110m     | Secuela de Macross Δ Movie: Gekijou no Walküre.                                               | [ 40 ] |

#### ONAs
| Año  | Título                                     | Director(es)                  | Fecha de primera transmisión | Fecha de última transmisión | Eps. | Notas                                                                                 | Refs.  |
| ---- | ------------------------------------------ | ----------------------------- | ---------------------------- | --------------------------- | ---- | ------------------------------------------------------------------------------------- | ------ |
| 2014 | M3: Sono Kuroki Hagane Recap               | Junichi Sato                  | 22 de julio de 2014          | 22 de julio de 2014         | 1    | Resumen de los episodios 1-13.                                                        | [ 40 ] |
| 2015 | Momokuri                                   | Yoshimasa Hiraike             | 24 de diciembre de 2015      | 4 de febrero de 2016        | 26   | Adaptación del manga web escrito e ilustrado por Kurose.                              | [ 41 ] |
| 2017 | Nanbaka 2                                  | Shinji Takamatsu              | 4 de enero de 2017           | 22 de marzo de 2017         | 13   | Secuela de Nanbaka.                                                                   | [ 42 ] |
| 2019 | Final Fantasy XV: Episode Ardyn - Prologue | Takefumi Terada               | 17 de febrero de 2019        | 17 de febrero de 2019       | 1    | Adaptación del videojuego desarrollado por Square Enix.                               | [ 40 ] |
| 2019 | Cannon Busters                             | LeSean Thomas Takahiro Natori | 15 de agosto de 2019         | 15 de agosto de 2019        | 12   | Adaptación del cómic americano de LeSean Thomas. Coproducción junto a Yumeta Company. | [ 40 ] |

#### OVAs
| Año  | Título                                                      | Director(es)                    | Fecha de primera transmisión | Fecha de última transmisión | Eps. | Notas                                                                                         | Refs.  |
| ---- | ----------------------------------------------------------- | ------------------------------- | ---------------------------- | --------------------------- | ---- | --------------------------------------------------------------------------------------------- | ------ |
| 2002 | Macross Zero                                                | Shōji Kawamori                  | 21 de diciembre de 2002      | 22 de octubre de 2004       | 5    | Historia original.                                                                            | [ 40 ] |
| 2006 | Hellsing Ultimate                                           | Tomokazu Tokoro Hiroyuki Tanaka | 10 de febrero de 2006        | 26 de diciembre de 2012     | 10   | Adaptación del maga escrito e ilustrado por Kōta Hirano. Episodios 1 a 4.                     | [ 43 ] |
| 2006 | Baldr Force EXE: Resolution                                 | Tanaka Takayuki                 | 11 de octubre de 2006        | 4 de abril de 2007          | 4    | Adaptación del videojuego desarrollado por GIGA.                                              | [ 40 ] |
| 2007 | Sousei no Aquarion OVA                                      | Shōji Kawamori                  | 25 de mayo de 2007           | 22 de noviembre de 2007     | 2    | Historia original.                                                                            | [ 40 ] |
| 2010 | Air Gear: Kuro no Hane to Nemuri no Mori - Break on the Sky | Shinji Ishihira                 | 17 de noviembre de 2010      | 17 de junio de 2011         | 3    | Adaptación del maga escrito e ilustrado por Ito Ōgure.                                        | [ 40 ] |
| 2011 | Fairy Tail OVA                                              | Shinji Ishihira                 | 15 de abril de 2011          | 17 de junio de 2013         | 5    | Adaptación del manga escrito e ilustrado por Hiro Mashima. Coproducción junto a A-1 Pictures. | [ 40 ] |
| 2013 | Fairy Tail x Rave                                           | Shinji Ishihira                 | 16 de agosto de 2013         | 16 de agosto de 2013        | 1    | Adaptación del manga escrito e ilustrado por Hiro Mashima. Coproducción junto a A-1 Pictures. | [ 40 ] |
| 2015 | Nagato Yuki-chan no Shōshitsu: Owarenai Natsuyasumi         | Jun'ichi Wada                   | 26 de octubre de 2015        | 26 de octubre de 2015       | 1    | Secuela de Nagato Yuki-chan no Shōshitsu.                                                     | [ 40 ] |
| 2017 | Yume Oukoku to Nemureru 100-nin no Ouji-sama: Short Stories | Shin Katagai                    | 25 de marzo de 2017          | 23 de diciembre de 2017     | 10   | Adaptación del videojuego desarrollado por GCrest.                                            | [ 40 ] |
| 2021 | Uchuu Senkan Yamato 2205: Aratanaru Tabidachi               | Kenji Yasuda                    | 8 de octubre de 2021         | 4 de febrero de 2022        | 8    | Secuela de Uchuu Senkan Yamato 2202: Ai no Senshi-tachi.                                      | [ 40 ] |

### Videojuegos
- Heavy Metal Thunder (2005, producción de animación para celular)
- Persona 2 (2011, producción de animaciones de apertura)
- Tokitowa (2012)
- Devil Summoner: Soul Hackers (2012, producción de animaciones de apertura para Nintendo 3DS)
- E.X. Troopers (2013, anime promocional)

### Otras participaciones
- Bit the Cupid (1995)
- Spring and Chaos (1996)
- Saber Marionette J (1997)
- Perfect Blue (1997)
- St. Luminous Mission High School (1998)
- Brain Powerd (1998)
- Escaflowne (2000)
- Angel Sanctuary (2000)
- Boys Be... (2000)
- Vampire Hunter D (2001)
- Metropolis (2001)
- Kakyūsei 2: Hitomi no Naka no Shōjo-tachi (2004)
- Romeo x Juliet (2007)
- Aria the Origination (2008)